# Katherine Arden
Œuvres principales
- Trilogie d'une nuit d'hiver
- Série Small Spaces

Katherine Arden, née le 22 octobre 1987 à Austin dans le Texas, est une romancière américaine.

## Biographie
En 2011, Katherine Arden obtient ses deux diplômes en langues (russe et française) à la suite des cursus suivis au Middlebury College.
Après avoir passé une année à Moscou, elle retourne dans le Vermont, où elle vit actuellement. À la suite de cette expérience, elle écrit la Trilogie d'une nuit d'hiver, qui emprunte au folklore russe.

## Œuvres

### Trilogie d'une nuit d'hiver
1. L'Ours et le Rossignol, Denoël, coll. « Lunes d'encre », 2019 ((en) The Bear and the Nightingale, 2017), trad. Jacques Collin, 368 p.  (ISBN 978-2-207-14393-3)Réédition, Gallimard, coll. « Folio SF », no 653, 2020, 464 p. (ISBN 978-2-07-288624-9)
2. La Fille dans la tour, Denoël, coll. « Lunes d'encre », 2019 ((en) The Girl in the Tower, 2018), trad. Jacques Collin, 416 p.  (ISBN 978-2-207-14398-8)Réédition, Gallimard, coll. « Folio SF », no 682, 2021, 528 p. (ISBN 978-2-07-293151-2)
3. L'Hiver de la sorcière, Denoël, coll. « Lunes d'encre », 2020 ((en) The Winter of the Witch, 2019), trad. Jacques Collin, 464 p.  (ISBN 978-2-207-14403-9)Réédition, Gallimard, coll. « Folio SF », no 691, 2021, 576 p. (ISBN 978-2-07-295227-2)

### SérieSmall Spaces
1. Terreur à Smoke Hollow, Pocket Jeunesse, 2020 ((en) Small Spaces, 2018), trad. Maud Ortalda, 256 p.  (ISBN 978-2-266-29683-0)
2. Frissons au Mont Hemlock, Pocket Jeunesse, 2021 ((en) Dead Voices, 2019), trad. Maud Ortalda, 264 p.  (ISBN 978-2-266-31508-1)
3. Peur sur le lac, Pocket Jeunesse, 2021 ((en) Dark Waters, 2021), trad. Maud Ortalda, 216 p.  (ISBN 978-2-266-32458-8)
4. Effroi à la fête foraine, Pocket Jeunesse, 2023 ((en) Empty Smiles, 2022), trad. Maud Ortalda, 224 p.  (ISBN 978-2-266-33674-1)

### Romans indépendants
- Requiem pour les fantômes, Denoël, coll. « Lunes d'encre », 2024 ((en) The Warm Hands of Ghosts, 2024), trad. Jacques Collin, 480 p.  (ISBN 978-2-207-17934-5)